# Flumazenil
Flumazenil er et stof som kan bruges som modgift til benzodiazepiner.
| Kemi | Spire Denne artikel om kemi er en spire som bør udbygges. Du er velkommen til at hjælpe Wikipedia ved at udvide den. |